# Kleerkast

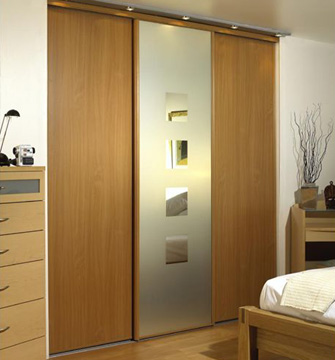
Een moderne kleerkast met schuifdeuren.

Een kleerkast of klerenkast in België (ook wel kledingkast in Nederland) is een meubelstuk voor het opbergen van kleding. Overig textiel, met name huishoudtextiel, wordt gewoonlijk opgeborgen in een linnenkast.
Een kledingkast bestaat gewoonlijk uit een deel waarin kleding - met kledinghangers - kan worden opgehangen, waartoe een kastroede aanwezig is. Een ander deel is een legkast, waarin kleinere kledingstukken kunnen worden gestapeld. Soms zijn er ook één of meer laden aanwezig. Op de bodem van de kast wordt vaak schoeisel neergezet.
Soms zijn kledingkasten ingebouwd in de woning, men spreekt dan van inbouwkledingkasten. Ook worden losse kledingkasten verkocht, al dan niet als zelfbouwpakket. 
In figuurlijke zin wordt met een kleerkast iemand met een brede lichaamsbouw bedoeld.